# بلوک قلبی
بلوک قلبی (به انگلیسی: Heart block) یکی از انواع آریتمی قلبی (به معنی غیرطبیعی بودن ریتم قلب) است. ریتم طبیعی قلب از گره سینوسی آغاز شده و پس از انتقال به گره دهلیزی-بطنی در بطنها منتشر می‌شود. در نتیجه این نحو هدایت تحریک الکتریکی، ابتدا دهلیز و با فاصله کمی بطن‌ها منقبض می‌شوند. ریتم طبیعی قلب بین شصت تا صد ضربان در دقیقه‌است.
ممکن است موج تحریک الکتریکی قلب در نقطه‌ای از مسیر کند یا متوقف شود که به آن بلوک قلبی می‌گویند. بلوک قلبی می‌تواند کامل یا شاخه‌ای باشد. اگر بلوک در گره دهلیزی - بطنی (.A.V.N) رخ دهد در آن صورت موج تحریک الکتریکی از دهلیزها به بطن منتقل نمی‌شود لذا دهلیز با ریتم خودش منقبض می‌شود و بطن با ریتم خودش که اغلب ناشی از ضربان گره دهلیزی-بطنی است. در این حالت ریتم بطن اغلب کندتر از ریتم طبیعی قلب است.
در بلوک درجه یک قلبی ما تاخیر هدایت از دهلیز به بطن را داریم لذا در الکتروکاردیوگرافی ما فاصله PR طولانی داریم. بلوک درجه دو قلبی دو نوع Mobitz II و Mobitz I (ونکه باخ) داریم. در بلوک درجه سه بلوک کامل داریم یعنی تحریکات الکتریکی دهلیز به بطن منتقل نمی‌شود.
بلوک های شاخه ای دسته ها و الگو های مرتبط با آن : 
ناهنجاری های هدایتی در داخل قلب ، اعم از سیستم دسته چپ یا راست ( اختلالات هدایتی داخل قلبی ) به طولانی شدن زمان QRS می انجامد در بلوک های کامل شاخه ای دسته ای ، فاصله زمانی QRS بزرگ تر یا مساوی ۱۲۰ میلی ثانیه و در بلوک های ناقص این فاصله بین ۱۱۰ تا ۱۲۰ میلی ثانیه است 
بردار QRS معمولا به طرف ناحیه ای از میوکارد که دپلاریزاسیون در آنجا با تاخیر صورت میگیرد ، تغییر جهت می دهد . بنابراین در بلوک شاخه ای دسته ای راست ( RBB ) , بردار انتهایی QRS در جهت جلو و راست قرار می گیرد . ( به طور معمول rSR در V1 و qRS در V6 ) . بلوک شاخه ای دسته چپ ( LBBB ) هر دو فاز , هر دو فاز ابتدایی و انتهایی دپلاریزاسیون بطنی را تغییر می دهد . بردار اصلی QRS در جهت چپ و پشت جابجا می شود . به علاوه الگوی فعال شدن دیواره که به طور طبیعی در فاز ابتدایی از چپ - به - راست است ، مختل می گردد به طوری که دپلاریزاسیون دیواره ای ، از راست به چپ صورت می گیرد . در نتیجه بلوک شاخه ای دسته چپ ، در لید V1 کمپلکس های عمدتا پهن و منفی (QS) و در لید V6 کمپلکس های کاملا مثبت R به وجود می آورد .